# Бахтизин, Рауф Загидович
Рау́ф Заги́дович Бахти́зин (баш. Рәүеф Заһит улы Бәхтизин; род. 20 января 1943, Уфа, БАССР, РСФСР, СССР) — советский и российский физик, доктор физико-математических наук (1990), профессор (1991).

## Биография
Родился 20 января 1943 года в городе Уфе БАССР РСФСР СССР. Отец — Загид Имамутдинович Бахтизин.
В 1966 году окончил Ленинградский государственный университет.
С 1972 года работает в Башкирском государственном университете (ныне — ФГБОУ ВО «БГУ»), с 1980 года — заведующий кафедрой физики электроники и нанофизики.

## Научная деятельность
Научная деятельность связана с исследованиями в областях полевой эмиссионной микроскопии и электронной спектроскопии полупроводников и металлов, вакуумной электроники, сверхвысоковакуумной сканирующей туннельной микроскопии и нанофизики, разработкой материалов для электронной техники.
Развил новое научное направление — флуктуационную спектроскопию полупроводниковых полевых эмиттеров, создал статистическую модель гетерогенной поверхности полупроводника.
Является автор более 260 научных трудов и 30 изобретений.

## Награды и почётные звания
- Нагрудный знак «Изобретатель СССР» (1991)[1];
- Почётное звание «Заслуженный деятель науки Республики Башкортостан» (1992)[1];
- Почётное звание «Заслуженный изобретатель Республики Башкортостан» (1996)[1];
- Государственная премия Республики Башкортостан в области науки и техники (2005)[1];
- Нагрудный знак и почётное звание «Заслуженный работник высшей школы Российской Федерации» (2006)[1].